# Lisanias de Cirene
Lisanias de Cirene (Lysanias,  Λύσανυας) fue un gramático griego nativo de Cirene.
Es mencionado por Ateneo como autor de un trabajo sobre poetas yámbicos. La Suda, el gran compendio bizantino del siglo X, lo menciona como maestro de Eratóstenes.
Posiblemente es el Lisanias mencionado por Diógenes Laercio como hijo de Escrión.